# Účinnost (právo)
Účinnost je právní pojem označující právní závaznost právního předpisu, případně smlouvy, tedy povinnost se jimi řídit. Právní akt je účinný, jestliže jeho účinky dopadají na jeho adresáty, kterážto skutečnost nastává za podmínky, že je právní předpis platný. Platnost právní normy je tedy nezbytnou podmínkou její účinnosti.
Literatura zmiňuje i tzv. sociální účinnost právní normy, kterou se vyjadřuje (těžko přesně stanovitelná) doba, od níž je právní norma skutečně uplatňována v praxi, a má tak dopady na společnost, která si ji ideálně zvnitřní.

## Nabytí účinnosti právního předpisu
V České republice nabývají právní předpisy účinnosti 1. ledna či 1. července (podle toho, které datum je bližší od data vyhlášení ve Sbírce zákonů), ačkoli se ustálila praxe uvádění data účinnosti vždy, a to zpravidla v posledním ustanovení příslušného předpisu obvykle ve formě konkrétního dne, měsíce a roku, popřípadě stanovením doby od vyhlášení (např. prvním dnem třetího měsíce od vyhlášení ve Sbírce zákonů). Zákonodárce totiž může stanovit i jinou lhůtu účinnosti, a to zpravidla pozdější. Lhůta kratší než patnáct dnů může být stanovena jen v případě naléhavého obecného zájmu.
V právním státě může právní předpis nabýt účinnosti nejdříve dnem jeho vyhlášení. Platí tedy zákaz retroaktivity (stanovení účinnosti na den dřívější, než den vyhlášení ve Sbírce zákonů), a to zejména v trestním právu. Výjimku zde tvoří taková právní úprava, která je pro pachatele příznivá, tuto právní fikci dřívější účinnosti uplatňuje i Evropský soudní dvůr v právu komunitárním. Obecně platí, že nemůže být porušena zásada legitimního očekávání adresátů právní normy, což by narušovalo zásadu právní jistoty.
Prováděcí právní předpisy mohou nabývat účinnosti nejdříve dnem, kdy nabývá účinnosti právní předpis, který mají provádět.

## Legisvakanční doba
Autor zákona při stanovování konkrétního dne nabytí účinnosti právní normy musí předem počítat jak s délkou legislativního procesu, tak s případnou legisvakanční dobou.
Časové období, ve které je předpis platný, ale ještě nenabyl účinnosti, tj. doba mezi počátkem platnosti a počátkem účinnosti předpisu, se označuje jako legisvakance (legisvakanční doba; z latinského vacatio legis).
Období legisvakance je určeno k tomu, aby se adresáti právního předpisu seznámili s jeho obsahem tak, aby se jím okamžitě od nabytí jeho účinnosti mohli řídit. Z tohoto důvodu je třeba, aby délka legisvakanční doby byla úměrná rozsahu a významu změn, které právní předpis oproti dosavadnímu stavu přináší. Například zákon č. 89/2012 Sb., občanský zákoník, nabyl platnosti 22. března 2012, ale účinnosti až k 1. lednu 2014.